# Ut till strid! Hör, ropet skallar!
Ut till strid! Hör, ropet skallar! är en sång från 1887 med text och musik av Herbert Booth. Sången översattes 1888 till svenska av Peter August Wanngård

## Publicerad i
- Nya Stridssånger 1889 som nr 43.
- Musik till Frälsningsarméns sångbok 1907 som nr 251.
- Frälsningsarméns sångbok 1929 som nr 404  under rubriken "Strid och verksamhet - Maning till kamp".
- Frälsningsarméns sångbok 1968 som nr 506 under rubriken "Strid Och Verksamhet - Kamp och seger".
- Frälsningsarméns sångbok 1990 som nr 658 under rubriken "Strid och kallelse till tjänst".